# Megabit per sekund
Megabit per sekund. Mbit/s är en måttenhet för transmission per sekund. Den anger hastigheten i megabit per sekund. Således betyder 1 Mbit/s att man kan överföra 1 Mbit (1000 kilobit) = 125 kilobyte i sekunden. Det tar 8 sekunder att överföra en megabyte (teoretisk hastighet).
Bredbandshastighet mäts i Mbit/s - megabit per sekund. Det är en måttenhet för hur mycket information som transporteras per sekund. Ju snabbare bredbandshastighet desto snabbare transporteras informationen.